# Joest Racing

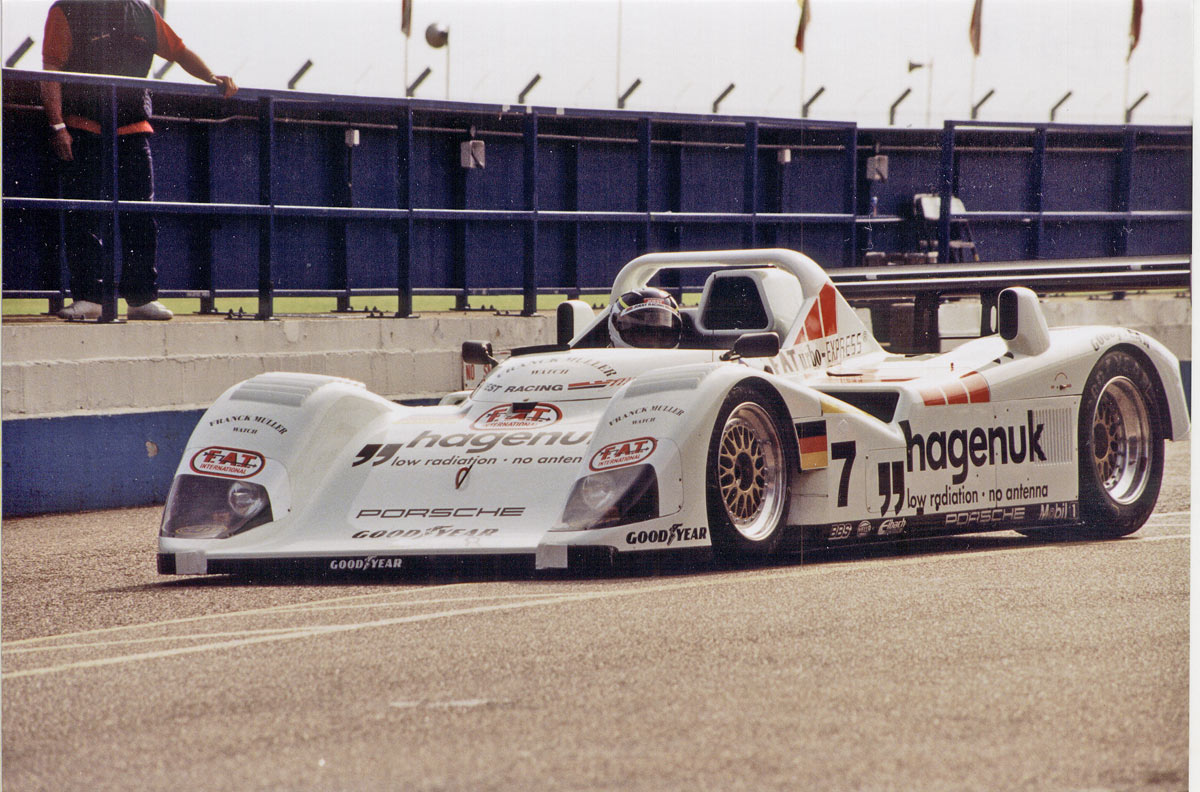
Porsche WSC-95 de Joest en 1997

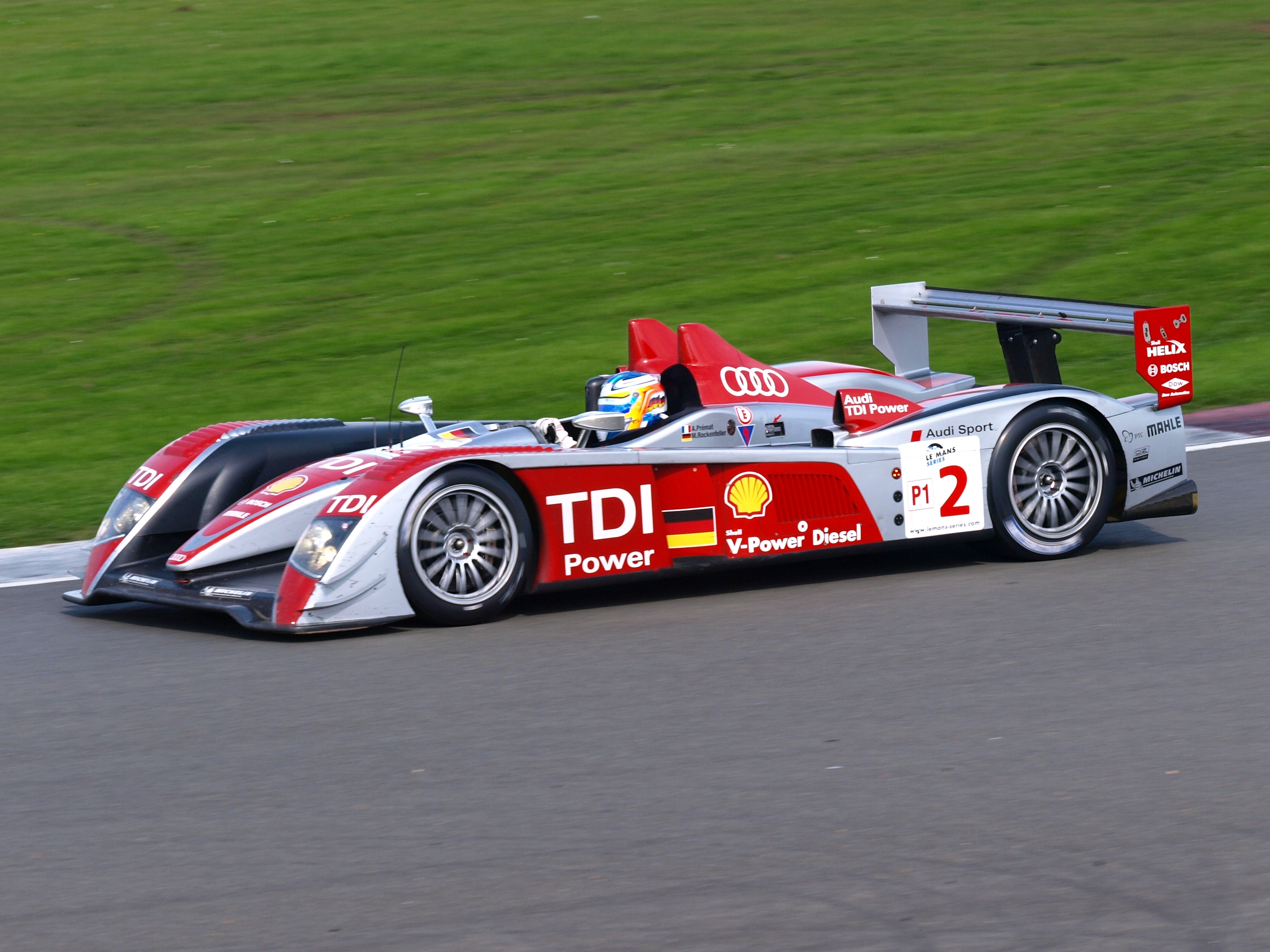
Audi R10 TDI de Joest en 2008

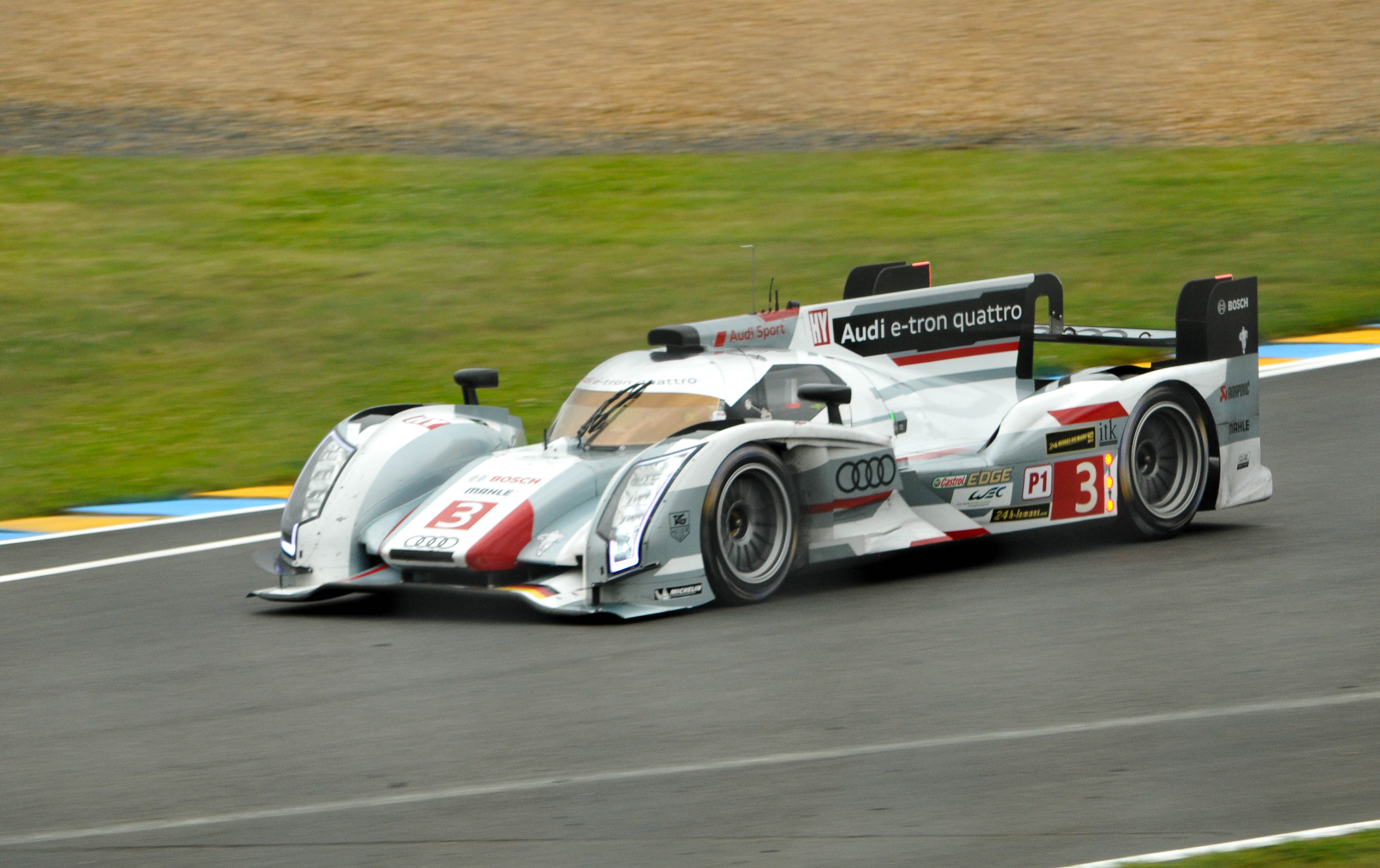
Audi R18 e-tron quattro de Joest en 2013

Joest Racing es un equipo de automovilismo fundado por el expiloto Reinhold Joest en el año 1978. Con sede en Wald-Michelbach (Alemania), ha obtenido 14 victorias en las 24 Horas de Le Mans, cuatro en las 24 Horas de Daytona, y títulos en el Deutsche Tourenwagen Masters, el Campeonato Mundial de Resistencia, la American Le Mans Series, la European Le Mans Series, entre otros.

## Sport prototipos
Joest compitió en resistencia con automóviles de Porsche como privado o semioficial hasta 1998. Obtuvo victorias en las 24 Horas de Le Mans de 1984, 1985, 1996 y 1997, y las 24 Horas de Daytona de 1980 y 1991, además de dos títulos en el Deutsche Rennsport Meisterschaft de 1982 y 1983.
A partir de 1999, Joest ha colaborado con Audi en su programa en resistencia hasta 2016. Logró trece victorias en las 24 Horas de Le Mans, siete en las 12 Horas de Sebring y tres en Petit Le Mans, así como cuatro títulos en la American Le Mans Series entre 2000 y 2003, uno en la Le Mans Series 2008, y dos en el Campeonato Mundial de Resistencia de 2012 y 2013.
En 2018, Joest colaborará con el programa Mazda en la IMSA SportsCar Championship.

## Turismos y gran turismos
A fines de 1993, Joest se convirtió en equipo oficial de Opel en el DTM. En 1994, Manuel Reuter y Keke Rosberg resultaron octavo y 14º con un podio cada uno.
En 1995, Reuter obtuvo dos podios, por lo que finalizó 12º en el campeonato alemán y sexto en el internacional. J. J. Lehto resultó 13º y 11º con un podio, en tanto que Yannick Dalmas y Ni Amorim no consiguieron podios.
Reuter logró el renombrado Campeonato Internacional de Turismos de 1996 frente a Bernd Schneider de AMG Mercedes-Benz. Por su parte, Alexander Wurz quedó 16º, Dalmas 17º y Oliver Gavin 23º, todos ellos sin podios. El certamen se canceló para la temporada 1997.
Tiempo después, Joest disputó el DTM en 2004 y 2005 con la marca Audi, logrando un podio y un noveno puesto de campeonato de pilotos como mejores resultados.